# Johnson Creek
Johnson Creek és una població dels Estats Units a l'estat de Wisconsin. Segons el cens del 2000 tenia 1.581 habitants.

## Demografia
Segons el cens del 2000, Johnson Creek tenia 1.581 habitants, 624 habitatges, i 423 famílies. La densitat de població era de 283,9 habitants per km².
Dels 624 habitatges en un 35,4% hi vivien nens de menys de 18 anys, en un 52,7% hi vivien parelles casades, en un 9,5% dones solteres, i en un 32,2% no eren unitats familiars. En el 23,7% dels habitatges hi vivien persones soles el 9,8% de les quals corresponia a persones de 65 anys o més que vivien soles. El nombre mitjà de persones vivint en cada habitatge era de 2,53 i el nombre mitjà de persones que vivien en cada família era de 3,01.
Per edats la població es repartia de la següent manera: un 26,6% tenia menys de 18 anys, un 9,8% entre 18 i 24, un 34,7% entre 25 i 44, un 19,4% de 45 a 60 i un 9,5% 65 anys o més.
L'edat mediana era de 32 anys. Per cada 100 dones de 18 o més anys hi havia 97,3 homes.
La renda mediana per habitatge era de 45.694 $ i la renda mediana per família de 49.348 $. Els homes tenien una renda mediana de 35.540 $ mentre que les dones 25.927 $. La renda per capita de la població era de 19.671 $. Aproximadament el 3% de les famílies i el 4,3% de la població estaven per davall del llindar de pobresa.

## Poblacions més properes
El següent diagrama mostra les poblacions més properes.